# Watanabe Junichi (cầu thủ)
Junichi Watanabe (sinh ngày 20 tháng 5 năm 1973) là một cầu thủ bóng đá người Nhật Bản.

## Sự nghiệp câu lạc bộ
Junichi Watanabe đã từng chơi cho Verdy Kawasaki và Shonan Bellmare.

## Thống kê câu lạc bộ

### J.League
| Đội             | Năm       | J.League | J.League | J.League Cup | J.League Cup | Tổng cộng | Tổng cộng |
| Đội             | Năm       | Trận     | Bàn      | Trận         | Bàn          | Trận      | Bàn       |
| --------------- | --------- | -------- | -------- | ------------ | ------------ | --------- | --------- |
| Verdy Kawasaki  | 1992      | -        | -        | 0            | 0            | 0         | 0         |
| Verdy Kawasaki  | 1993      | 0        | 0        | 0            | 0            | 0         | 0         |
| Verdy Kawasaki  | 1994      | 1        | 0        | 0            | 0            | 1         | 0         |
| Verdy Kawasaki  | 1995      | 11       | 0        | -            | -            | 11        | 0         |
| Verdy Kawasaki  | 1996      | 7        | 0        | 1            | 0            | 8         | 0         |
| Verdy Kawasaki  | 1997      | 12       | 1        | 4            | 1            | 16        | 2         |
| Verdy Kawasaki  | 1998      | 5        | 0        | 0            | 0            | 5         | 0         |
| Shonan Bellmare | 2000      | 32       | 2        | 1            | 0            | 33        | 2         |
| Shonan Bellmare | 2001      | 7        | 0        | 1            | 0            | 8         | 0         |
| Tổng cộng       | Tổng cộng | 75       | 3        | 7            | 1            | 82        | 4         |